# St. Joseph (Louisiana)
St. Joseph is een plaats (town) in de Amerikaanse staat Louisiana, en valt bestuurlijk gezien onder Tensas Parish.
St. Joseph was een stopplaats voor de rivierboten op de Mississippi van en naar New Orleans.

## Demografie
Bij de volkstelling in 2000 werd het aantal inwoners vastgesteld op 1340.

## Geografie
Volgens het United States Census Bureau beslaat de plaats een oppervlakte van
2,3 km², waarvan 2,3 km² land en 0,0 km² water.

## Plaatsen in de nabije omgeving
De onderstaande figuur toont nabijgelegen plaatsen in een straal van 36 km rond St. Joseph.